# Nina Ostanina
Nina Alexandrovna Ostanina, née le 26 décembre 1955 à Kolpakovo (kraï de l'Altaï, URSS), est une femme politique russe. Membre du Parti communiste, elle est députée à la Douma entre 1995 et 2011 et depuis 2021.

## Biographie
Née dans le village de Pobedim, près de Kolpakovo, elle étudie dans une école rurale puis à l'université d'État de l'Altaï. En 1978, elle est diplômée en histoire. Elle travaille pendant six ans comme professeure d'histoire et de sciences sociales.
Elle rejoint le Parti communiste de l'Union soviétique (PCUS). En 1983, elle déménage à Kouzbass avec sa famille. Elle travaille comme chef du bureau de l'éducation politique à la mine Ziminka de Prokopievsk, comme conférencière au comité municipal du PCUS et à l'Académie minière et métallurgique sibérienne de Novokouznetsk.
Elle a été secrétaire régionale du Parti communiste à Kemerovo.
Elle est candidate au poste de gouverneur de l'oblast de Kemerovo lors des élections de 1997 mais n'est pas élue.
En juillet 2022, elle co-parraine un projet de loi visant à interdire « le déni des valeurs familiales » et la promotion des « orientations sexuelles non traditionnelles ». Dans une interview, elle déclare qu'« une famille traditionnelle c'est l'union d'un homme et d'une femme, ce sont des enfants, c'est une famille multigénérationnelle »,.
Elle fait partie des 324 députés de la Douma d'État sanctionnés par le Trésor américain en mars 2022 en réponse à l'invasion russe de l'Ukraine. La même année, pour des raisons similaires, elle est l'objet de sanctions du gouvernement britannique.